# Rừng đặc dụng
Rừng đặc dụng là loại rừng được thành lập với mục đích chủ yếu để bảo tồn thiên nhiên, mẫu chuẩn hệ sinh thái rừng của quốc gia, bảo vệ nguồn gen sinh vật rừng, nghiên cứu khoa học, bảo vệ di tích lịch sử, danh lam thắng cảnh phục vụ nghỉ ngơi du lịch kết hợp với phòng hộ bảo vệ môi trường sinh thái.

## Phân loại

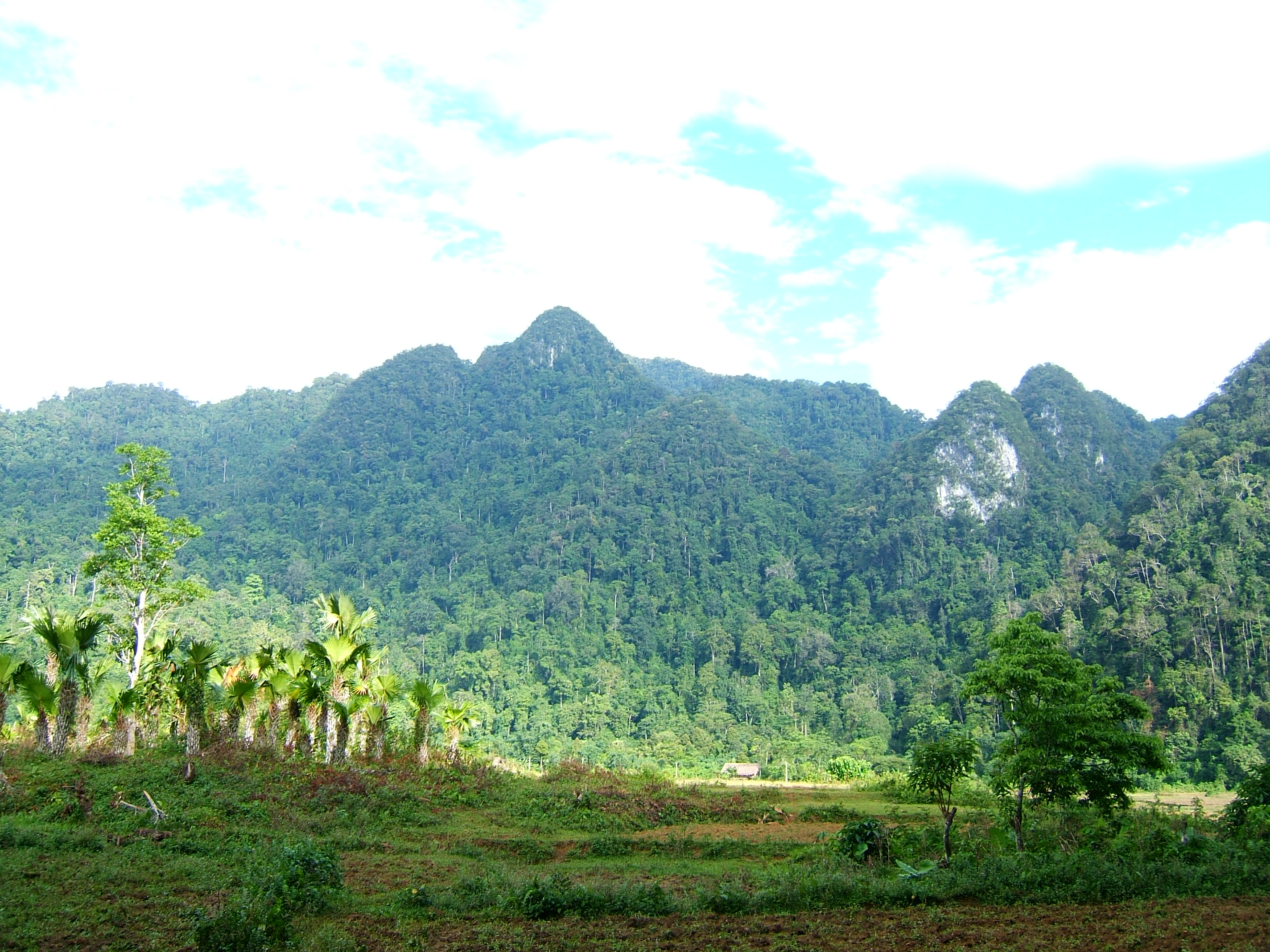
Vườn quốc gia Xuân Sơn ở Việt Nam

### Vườn quốc gia
Là vùng đất tự nhiên được thành lập để bảo vệ lâu dài một hay nhiều hệ sinh thái, đáp ứng yêu cầu sau:
- Vùng đất tự nhiên bao gồm mẫu chuẩn của các hệ sinh thái cơ bản còn nguyên vẹn hoặc ít bị tác động của con người, các khu rừng có giá trị cao về văn hóa, du lịch.
- Phải đủ rộng để chứa được một hay nhiều hệ sinh thái và không bị thay đổi bởi những tác động xấu của con người.
- Tỷ lệ diện tích hệ sinh thái cần bảo tồn phải đạt từ 70% trở lên.
- Điều kiện giao thông tương đối thuận lợi.

### Khu bảo tồn thiên nhiên
Khu bảo tồn thiên nhiên còn gọi là khu dự trữ tự nhiên và khu bảo toàn loài sinh cảnh, là vùng đất tự nhiên được thành lập nhằm mục đích đảm bảo diễn thế tự nhiên và đáp ứng các yêu cầu sau:
- Vùng đất tự nhiên có dự trữ tài nguyên thiên nhiên và có giá trị đa dạng sinh học cao.
- Có giá trị cao về khoa học, giáo dục, du lịch.
- Có các loài động thực vật đặc hữu hoặc là nơi cư trú, ẩn náu, kiếm ăn của các loài động vật hoang dã quý hiếm.
- Đủ rộng để chứa được một hay nhiều hệ sinh thái, tỷ lệ cần bảo tồn trên 70%.

### Khu rừngvăn hóa-lịch sử-môi trường
Là khu vực gồm một hay nhiều cảnh quan có giá trị thẩm mỹ tiêu biểu có giá trị văn hóa-lịch sử nhằm phục vụ các hoạt động văn hóa, du lịch hoặc để nghiên cứu, bao gồm:
- Khu vực có các thắng cảnh trên đất liền, ven biển hay hải đảo.
- Khu vực có di tích lịch sử-văn hóa đã được xếp hạng.

## Nguyên tắc bảo vệ và phát triển
- Phải đảm bảo sự phát triển tự nhiên của rừng, bảo tồn đa dạng sinh học và cảnh quan của khu rừng.
- Vườn quốc gia, khu bảo tồn thiên nhiên phải xác định số phân khu bảo vệ nghiêm ngặt, phân khu phục hồi sinh thái và phân khu hành chính dịch vụ. Ba phân khu này gọi là vùng lõi của rừng đặc dụng, ngoài ra còn có vùng đệm.
- Mọi hoạt động của rừng đặc dụng phải được phép của chủ rừng và phải tuân theo quy chế quản lý rừng.

## Phân chia

### Phân khu bảo vệ nghiêm ngặt
Là khu vực được đảm bảo toàn nguyên vẹn và quản lý bảo vệ chặt chẽ nhằm theo dõi diễn biến tự nhiên, nghiêm cấm mọi hành vi làm thay đổi cảnh quan tự nhiên của khu rừng.
Cơ chế bảo vệ: nhà nước cẩm hoàn toàn các hoạt động sau:
- Làm thay đổi cảnh quan tự nhiên.
- Làm ảnh hưởng thay đổi đến đời sống tự nhiên của các loái động thực vật hoang dã.
- Cấm thả và nuôi trồng các loài động thực vật từ nơi khác tới.
- Cấm khai thác tài nguyên sinh vật.
- Cấm chăn thả gia súc.
- Cấm gây ô nhiễm môi trường.
- Cấm mang hóa chất độc hại vào rừng, đốt lửa trong rừng, ven rừng.

### Phân khu phục hồi sinh thái

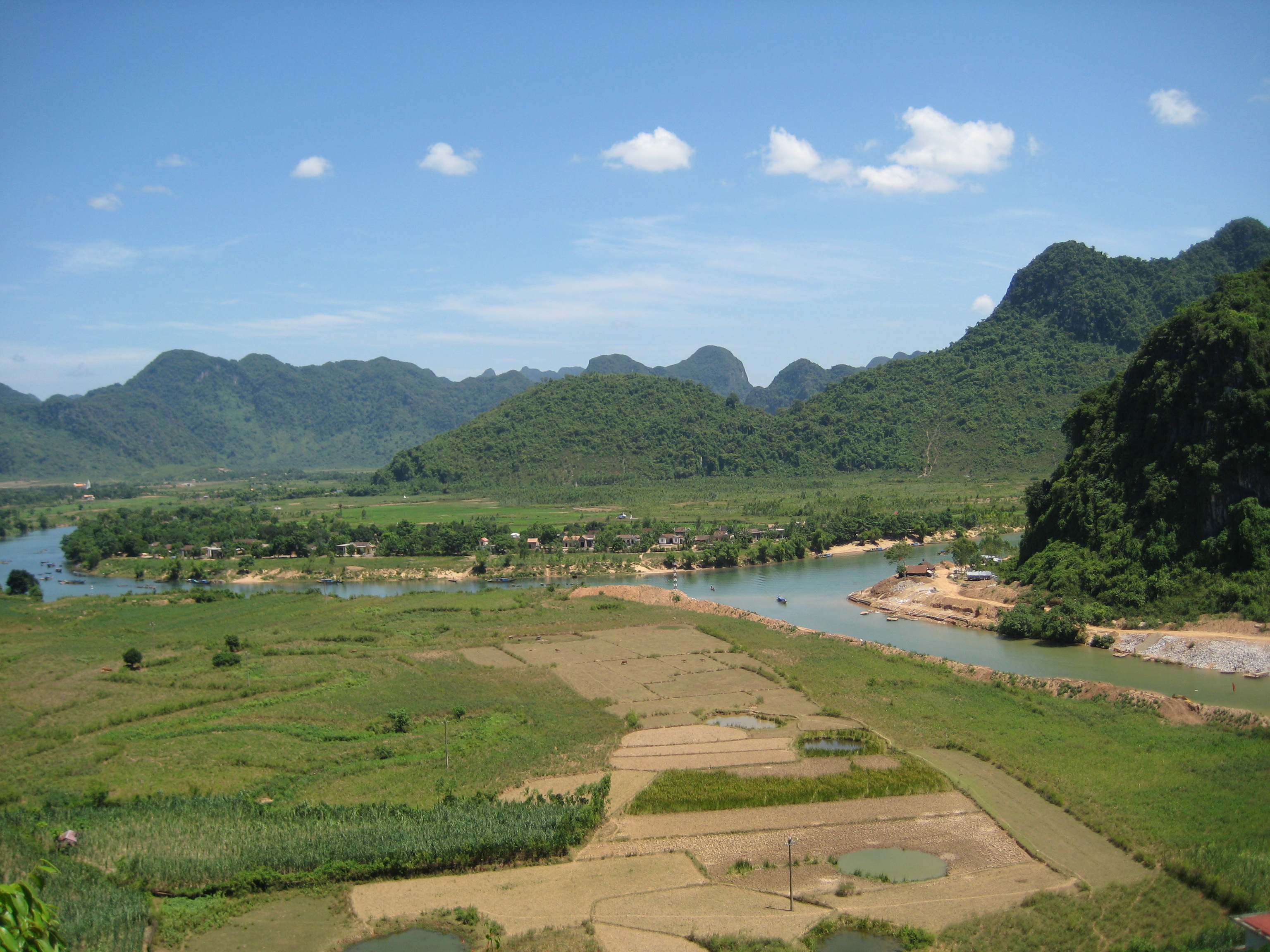
Vùng đệm Vườn quốc gia Phong Nha - Kẻ Bàng ở Quảng Bình - Việt Nam

Là khu vực được quản lý, bảo vệ chặt chẽ để rừng được phục hồi, tái sinh tự nhiên, nghiêm cấm mọi hành vi làm thay đổi cảnh quan tự nhiên của rừng.
Cấm hẳn các hoạt động sau:
- Khai thác tài nguyên sinh vật, các tài nguyên thiên nhiên khác.
- Cấm khai thác, tận thu, tận dụng.
- Đối với hoạt động nghiên cứu khoa học thì phải được ban quản lý rừng cho phép, phải trả tiền thuê hiện trường và dịch vụ khác, phải gửi tiêu bản, kết quả nghiệm thu, đề tài cho ban quản lý. Nếu sưu tầm mẫu vật liên quan đến động thực vật rừng quý hiếm phải được sụ cho phép của thủ tướng chính phủ.
- Đối với dân cư sống trong rừng đặc dụng, tự ổn định chỗ ở và có thể chuyển đi nơi khác theo dự án mà cấm chuyển dân từ nơi khác đến.
- Đối với đất ở, ruộng vườn của dân nằm xen kẽ trong rừng đặc dụng không được tính vào diện tích rừng đặc dụng nhưng phải được thể hiện trên bản đồ và cắm mốc trên thực địa do chính quyền địa phương quản lý.

### Phân khu hành chính và dịch vụ
Là khu vực thành lập để xây dựng các công trình làm việc và sinh hoạt của ban quản lý, xây dựng các cơ sở thí nghiệm, khu vui chơi giải trí cho ban quản lý và khách viếng thăm.

### Vùng đệm
Là diện tích vùng rừng, vùng đất, vùng đất có mặt nước nằm sát ranh giới của rừng đặc dụng, có tác dụng giảm nhẹ hoặc ngăn chặn sự xâm hại tới rừng đặc dụng.